# Kamienka (rejon wyborski)
Kamienka (ros. Каменка) – osiedle w Rosji, w obwodzie leningradzkim, w rejonie wyborskim. W 2010 liczyło 8212 mieszkańców.